# Симфонія № 1 (Прокоф'єв)
Симфонія № 1, ре мажор, тв. 25  — симфонія Сергія Прокоф'єва, відома під назвою «Класична», написана в 1916-1917 роках. Вперше виконана 21 квітня 1918 року в Петрограді, диригував автор.
Симфонія 4-х-частинна:
1. Allegro
2. Larghetto
3. Gavotta: Non troppo allegro
4. Finale: Molto vivace

Тривалість — до 15 хвилин.
Цю симфонію розглядають як один із перших неокласичних творів — структура, загальний тонус, а також і склад оркестру властиві творчості Й.Гайдна, проте в гармонічній мові яскраво відчувається індивідуальний прокоф'євський стиль. Ідея створення цієї симфонії частково була пов'язана з уроками диригування в класі С.Танєєва, який вчив своїх студентів диригувати саме симфонії Й.Гайдна. Назву «Класична» запропонував сам автор, посилаючись на її класичний, «гайднівський» характер.